# ランゴン (ジロンド県)
ランゴン （フランス語:Langon、ガスコーニュ語:Lengon）は、フランス、ヌーヴェル＝アキテーヌ地域圏、ジロンド県のコミューン。

## 地理
ジロンド県南部、ガロンヌ川沿いに位置する。ボルドーの南東48kmの地点にある。ワイン用ブドウ栽培地域と、ランドの森との境界線近くにある。
伝統的にボルドー＝トゥールーズ間の道路に面しており、A62が通っている。現在フランス国鉄のランゴン駅には、ボルドー＝セット路線が通じている。

## 歴史
ランゴンの歴史は、15マイル南にある、古代から18世紀まで重要な軍事と宗教の町であったバザスと切っても切れない関係にある。ランゴンは歴史的なバザデ地方に属し、文化的にはガスコーニュの一部である。
ランゴンは、ボルドー上流にあるガロンヌ川の川港であった。ブリオンにおいて合流する川の湾曲する位置にあるランゴンは、その特権と利点を生かし、ボルドー＝アジャン間の経路の市場町となった。12世紀のランゴンはノートルダム教会とサン＝ジェルヴェ教会の2つの教区で構成されていた。
ランゴンを特徴付けるのはワインであった。グラーヴとソーテルヌの交差する場所にある川港がこの富を築いたのである。コミューンそのものがグラーヴの範囲内であった。フランス革命後に司教座を失い、20世紀には高等裁判所を失い、相対的に18世紀からバザスが衰退に向かう一方で、ランゴンの商業と産業は沸騰し続けた。1926年、バザスの小郡であったレオルがランゴンに加わり、ランゴンは小郡庁所在地となった。

## 史跡
- サン＝ジェルヴェ教会 - 12世紀にゴシック様式で再建が始まり、19世紀に完成。1966年、フランシスコ・デ・スルバラン作の『無原罪の御宿り』が発見された。
- ノートルダム教会の遺構 - 12世紀。ひどく損傷した状態でフランス革命により国有化。その後、集会やショー、映画会場に使われた。1926年、当時の所有者が裕福なアメリカ人収集家に柱頭のほとんどを売ると決めてしまった。それらのうち8つは、現在ニューヨークのクロイスターズ博物館に展示されている。
- ヴェルジェ公園のモスク - 19世紀のオリエンタリズム趣味で建てられている。宗教用途ではなく、古い競馬場として使用されるか競馬の騎手が利用している。
- 埠頭 - ランゴンの川港は17世紀に全盛期を迎えた。当時、ワインは水上輸送でボルドーに運ばれていた。現在この場所は遊歩道となっている。さらに上流では、エアバス社が工業港をかまえ、大西洋から陸揚げされた部品をトゥールーズ一帯へ輸送している。
- レスピード城 - ルイ14世の警護官であったガブリエル・ド・ラ・レニーの城。レスピード地域は、グラーヴワイン有数の古いシャトーでもある。

## スポーツ
- スタッド・ランゴネ - プロラグビー・クラブ。フランス・ラグビー・ユニオン一部。
- 1975年、1976年、1984年にランゴンはツール・ド・フランスの区間となった。

## 姉妹都市
- ペンツブルク、ドイツ
- カネラス、ポルトガル

## 出身者
- レーモン・オリヴェ（1909-1990） - パリ1区のレストラン、ル・グラン・ヴェフールの元オーナーシェフ。
- マルティーヌ・フォール（1948-） - 政治家。ジロンド県議会議員。
- アンリ＝ピエール・ヴェルミ（1980-） - ラグビー選手
- バンジャマン・フォール（1988-） - ラグビー選手